# Växjö
Växjö város Svédországban. Kronoberg megye székhelye, valamint kulturális és ipari központja.

## Történelem

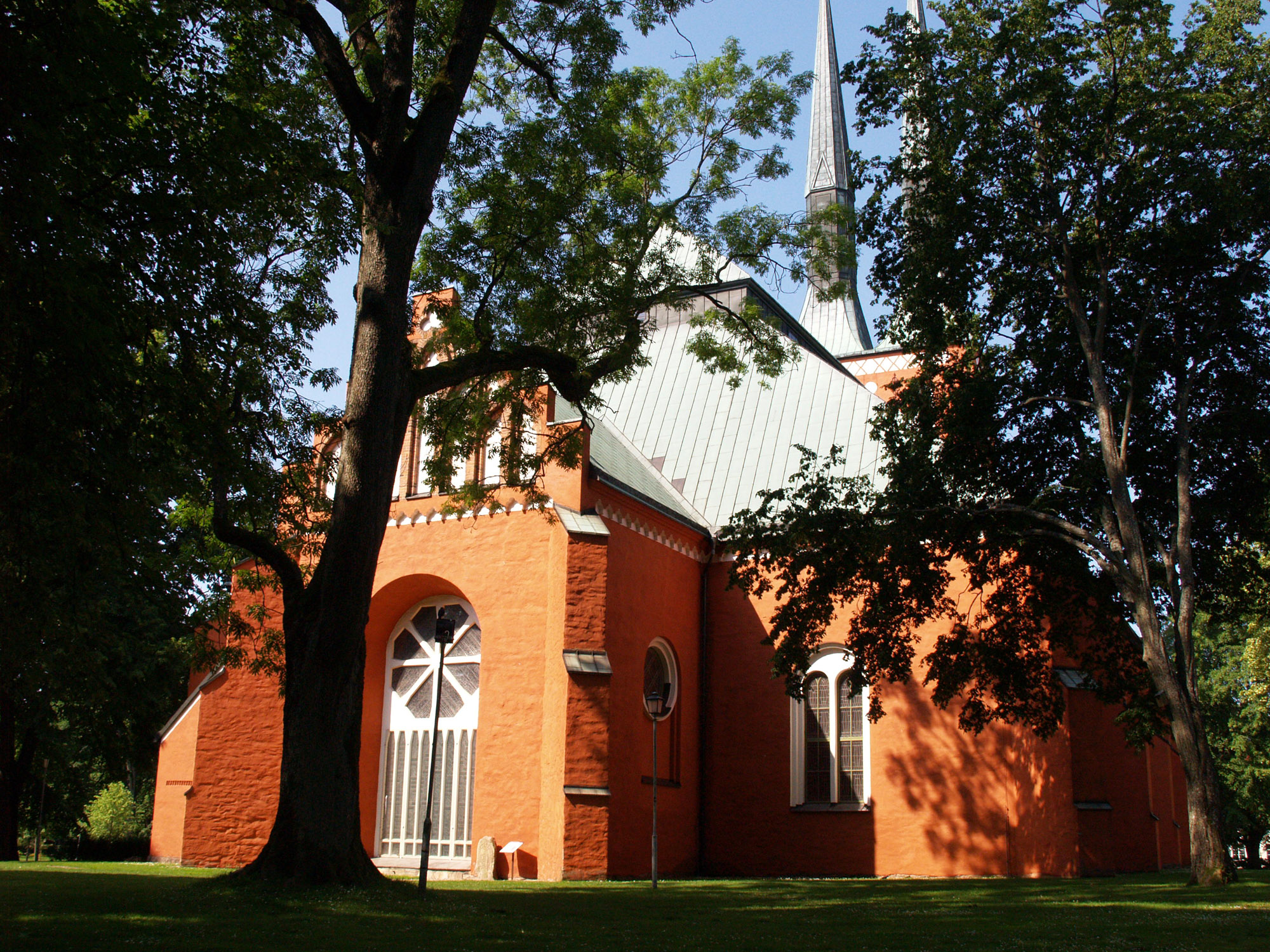
Växjö katedrálisa

A város neve feltételezések szerint „väg” (út) és „sjö” (tó) szavak egyesülésével keletkezett. Växjö 1342-ben kapta meg a városi rangot, de már korábban is fontos kereskedelmi központ volt. A 12. században kezdődött a katedrális építése, és ettől fogva a város Växjö egyházmegye központja lett. A város címerén Szent Szigfrid, a svédek védőszentje található hagyományos püspöki ruhájában, bal a kezében a katedrális miniatűrjét tartva. Szigfrid állítólag itt élt és itt is halt meg, és a katedrálisban temették el.

## Kronoberg vár
A Kronoberg vár romjai a Helgasjön-tó partján találhatók Växjöben. A várat a 15. században építtette Växjö püspöke.
A várat 1542-ben felkelők foglalták el. A felkelést 1543-ban leverték, amikor mikor a király elfoglalta a környező területeket. A király az erődítmény erősségét látva igyekezett megelőzni a további felkeléseket. Folytatta a vár felfegyverezését, és mikor 1580-ban végleg elkészült, legalább 50 ágyúja volt.
Az 1658-as roskildei békét követően a vár stratégiai jelentősége megszűnt, elhanyagolták, és állapota folyamatosan romlott. Ma már csak romjai állnak, amelyek a nyári hónapokban nyitva állnak a turisták előtt.

## Sport
A város futballcsapata az Östers IF (Östers Futbolförening), amely jelenleg a svéd harmadosztályban játszik. Az Östers a legfiatalabb klub, amelynek sikerült megnyernie az Allsvenskant, méghozzá újoncként 1968-ban. 2006-ban kiestek az első osztályból, mindössze egy szezon után, 2007-ben pedig a másodosztályból is.

## Személyek
- Jonas Björkman, teniszező
- Pär Fabian Lagerkvist, író 1951-ben Nobel-díjat kapott
- Carolina Klüft, atléta olimpiai aranyérmes (Athén 2004)
- Thomas Ravelli, válogatott labdarúgó
- Stefan Johansson, volt Formula–1-es pilóta
- Mats Wilander, korábbi világelső svéd teniszező
- Nattramn, zenész, a växjöi elmegyógyintézet foglya.[3]

## Testvérvárosok
- Almere, Hollandia
- Duluth MN, USA